# 4619 Polyakhova
4619 Polyakhova è un asteroide della fascia principale. Scoperto nel 1977, presenta un'orbita caratterizzata da un semiasse maggiore pari a 2,6905147 UA e da un'eccentricità di 0,0286931, inclinata di 1,81861° rispetto all'eclittica.